# 데번포트 (뉴질랜드)

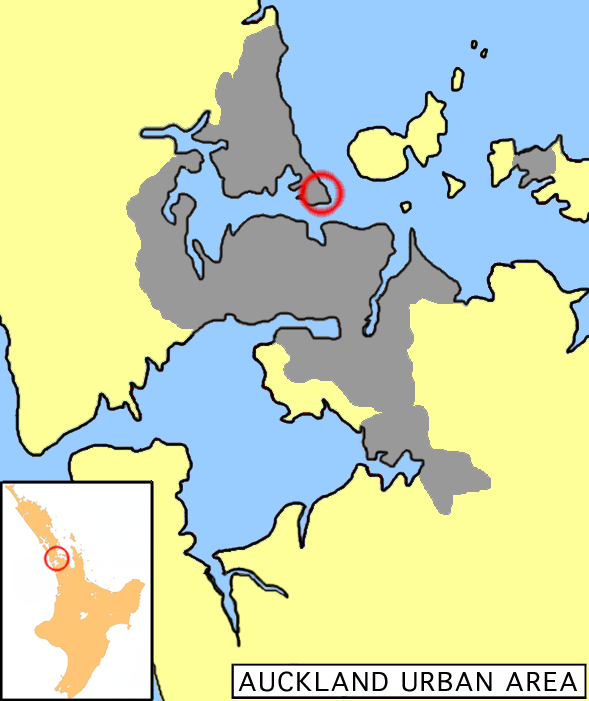
데번포트의 위치

데번포트(Devonport)는 뉴질랜드 오클랜드의 교외에 위치한 항구도시이다. 노스쇼어시티의 타카푸나에 있는 푸푸케 호수에서 남동쪽으로 뻗어있는 반도에 위치해 있으며, 웨이트마타 항구의 북쪽에 있다. 동쪽에는 노스 헤드가 있다.
2013년 인구조사에서 데번포트와 인접한 첼트넘의 인구는 5,340명으로 집계되었다. 이는 2006년 조사했을 때보다 3명이 증가한 수치이다. 추가로 스탠리 베이, 복스홀과 내로 넥 등의 교외를 합한 인구는 11,142로 조사됐다.
데번포트에는 뉴질랜드 해군의 주요 시설이 있지만, 항구의 식당과 음주 시설 등으로 더 잘 알려져 있다. 데번포트는 이러한 배경과 풍경 때문에 미국 캘리포니아주에 위치한 소살리토와 비교되고는 했다.

## 여행
데번포트의 상점에는 다양한 골동품과 선물, 서점, 카페, 레스토랑들이 들어서 있어 관광객들과 오클랜드 사람들에게 인기있는 여행지이다.
데번포트에서의 식사와 빅토리아산 등산, 노스헤드의 군사시설 탐방이 있는 당일치기 여행이 인기이다. 또한 캄브리아산 근처에 위치한 데번포트 박물관도 유명하다. 이곳은 2017년 4월 지역 자원봉사자들과 TV 제작사의 지원으로 개관하였다.
데번포트의 해군 기지는 데번포트만의 지역적인 특성이 강하며, 노스쇼아 시의회가 해군과 양해각서를 체결해 일부 시설을 관광으로 사용할 수 있도록 만들었다. 이외에도 토피도 베이 네이비 뮤지엄도 데번포트에 위치하여 있다.

## 역사
약 4만 년 전, 데번포트는 노스헤드와 빅토리아산, 그리고 그 사이에 있는 캄브리아산(현재는 대부분 채석되었다)까지 세 개의 화산섬이 있었다.
데번포트에 최초로 사람인 마오리족이 정착한 흔적은 14세기 중반부터 시작된다(해안가에 마오리족이 타이누이 와카라는 카누를 타고 뉴질랜드에 도착한 것과 비슷한 시기이다). 노스 헤드에 있는 이 지역의 마지막으로 남았던 중요한 마오리족의 정착지는 1790년대 경쟁 부족에 의해 사라졌다.

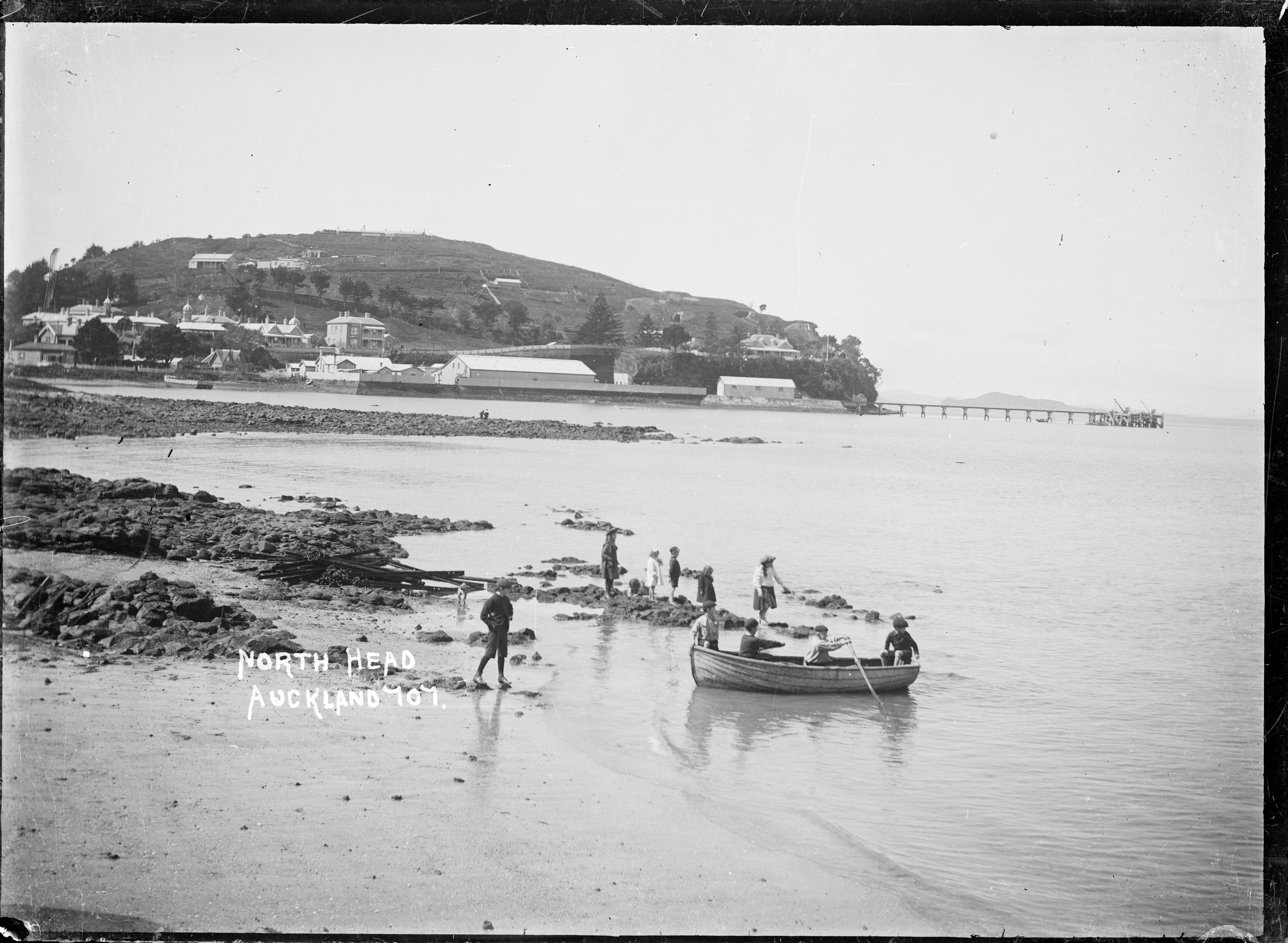
1900년대 초반에 찍은 토피도만

프랑스의 탐험가 쥘 뒤몽 뒤르빌이 1827년 데번포트에 상륙한 것으로 추정되며, 이것이 최초로 데번포트에 상륙한 유럽인일 확률이 높다. 데번포트로 이주해 살기 시작한 최초의 사람은 1836년 노스헤드에서 살았던 조종사와 항만 관리소장이었다. 데번포트 교외 자체가 1840년 식민지 개척자들이 처음 정착한 곳으로, 오클랜드에서 가장 오래된 식민지 정착지 중 하나이며, 노스쇼어 초기 식민지 정착지 중 하나이기도 하다. 처음에는 근처에 있는 빅토리아산에 있던 게양대 때문에 플래그스태프(Flagstaff)라고도 불렸다. 그리고 정착후 반세기 동안은 데번포트가 북쪽 해안에 있는 나머지 지역과 지리적으로 떨어져 있어 지역 주민들은 섬(The Island)라고 불렀다. 내로 넥의 해변 옆에 있는 작은 땅이 데번포트와 벨몬트, 그리고 노스쇼어 반도의 나머지 부분을 연결하였다. 19세기 후반에는 네로낵에서 은가타링가만까지 뻗어 있었던 맹그로브 늪이 채워져 현재는 골프장이 되었다. 그리고 경마장의 서쪽을 따라 새로운 도로가 건설되면서 북쪽으로 더 쉽게 갈 수 있게 되었다.
남쪽 해안에는 데번포트 해군기지가 설치되었다. 당시 뉴질랜드 주지사였던 윌리엄 홉슨은 모래언덕 보호구역에 해군 기지를 설치하는 것이 항구 남쪽에 있는 해역보다는 더 나은 선택이라고 생각했다. 시간이 지나면서 시설이 확장되거나 위치가 옮겨졌으나, 이 지역은 여전히 뉴질랜드 해군의 거점이다. 스탠리 만에 있는 기지의 일부인 칼리오페 선착장은 1888년 2월 16일 개항하였으며, 당시 남반구에서 가장 큰 부두였다. 또한 데번포트에는 뉴질랜드에서 가장 오래된 조선소 중 하나가 있었는데, 현재는 그곳이 데번포트 요트 클럽 지역의 일부분이 되었다.
데번포트의 중심부는 서서히 처치 스트리트와 토페도만의 원래 부두에서, 현재의 부두인 서쪽으로 이동하였다. 또한 정착치의 이름이 1859년 영국의 플리머스에 있는 항구 도시인 데번포트를 따서 데번포트라고 개칭되었다. 데번포트는 1886년 자치구로 승격되었으며, 1989년에 노스쇼어시티로 편입되었다.
데번포트는 반핵 운동에 특별한 역할을 하였다. 1981년 데번포트 자치구는 데번포트를 핵 없는 지역으로 선언하는 투표를 했는데, 이것은 뉴질랜드에서 최초로 이루어진 지방 의회였다.
2007년 7월, 데번포트는 오클랜드의 성장 중인 도시 목록에서 제외될 수 있는 허가를 받았다. 오클랜드 지역 의회는 데번포트 등의 도시의 고도성장을 장려하고 있지만, 데번포트 부두 지역이 가지고 있는 특성과 역사성이 사라질 수도 있기 때문에 결정한 것이라고 밝혔다.
2011년, 데번포트의 학부모와 지역 간행물인 데번포트 플래그스태프가 이끄는 데번포트 커뮤니티는 데번포트에 합성 대마인 크로닉(Kronic)이 판매되는 것에 항의하는 시위를 전개했으며, 이윽고 크로닉 판매가 금지되었다.

## 지방 정부
데번포트는 오클랜드의 다른 교외와 마찬가지로 지방 정부가 있었다. 지방 정부는 데번포트 자치구라고 불렸으며, 1886년에 시작되어 이후 노스쇼어 시의회로 병합되었다가 오클랜드 의회로 통합되었다.

### 데본 포트 자치구 협의회 시장
- 1886-1890: 말콤 니콜

- 1890-1895: 이웬 윌리엄 앨리슨
- 1895-1896: 말콤 니콜
- 1896-1901: 조셉 카크런 매키
- 1901-1902: 말콤 니콜
- 1902-1907: 이웬 윌리엄 앨리슨
- 1907-1915: 윌리엄 핸들리
- 1915-1916: 알릭 메리엇 픽포드
- 1916-1919: 존 헨더슨
- 1919-1923: 호로스 스티븐 워터로 킹
- 1923-1927: 토마스 라몬트
- 1927-1930: 어니스트 알드릿지
- 1930-1931: 존 히슬롭
- 1931-1941: 휴 페리-웨이어 미클
- 1941-1944: 로버트 고든 메이
- 1944-1950: 존 레이먼드 밀러
- 1950-1959: 클레먼트 페더럴 우덜
- 1959-1965: 프레데릭 세드윅 스티븐스
- 1965-1968: 존 잭 헨리 실리
- 1968-1973: 에드윈 테드 잭슨
- 1973-1980: 패트릭 조지 쉬한
- 1980-198: 레이 짐 데이비스 티처너